# Maya Lindholm

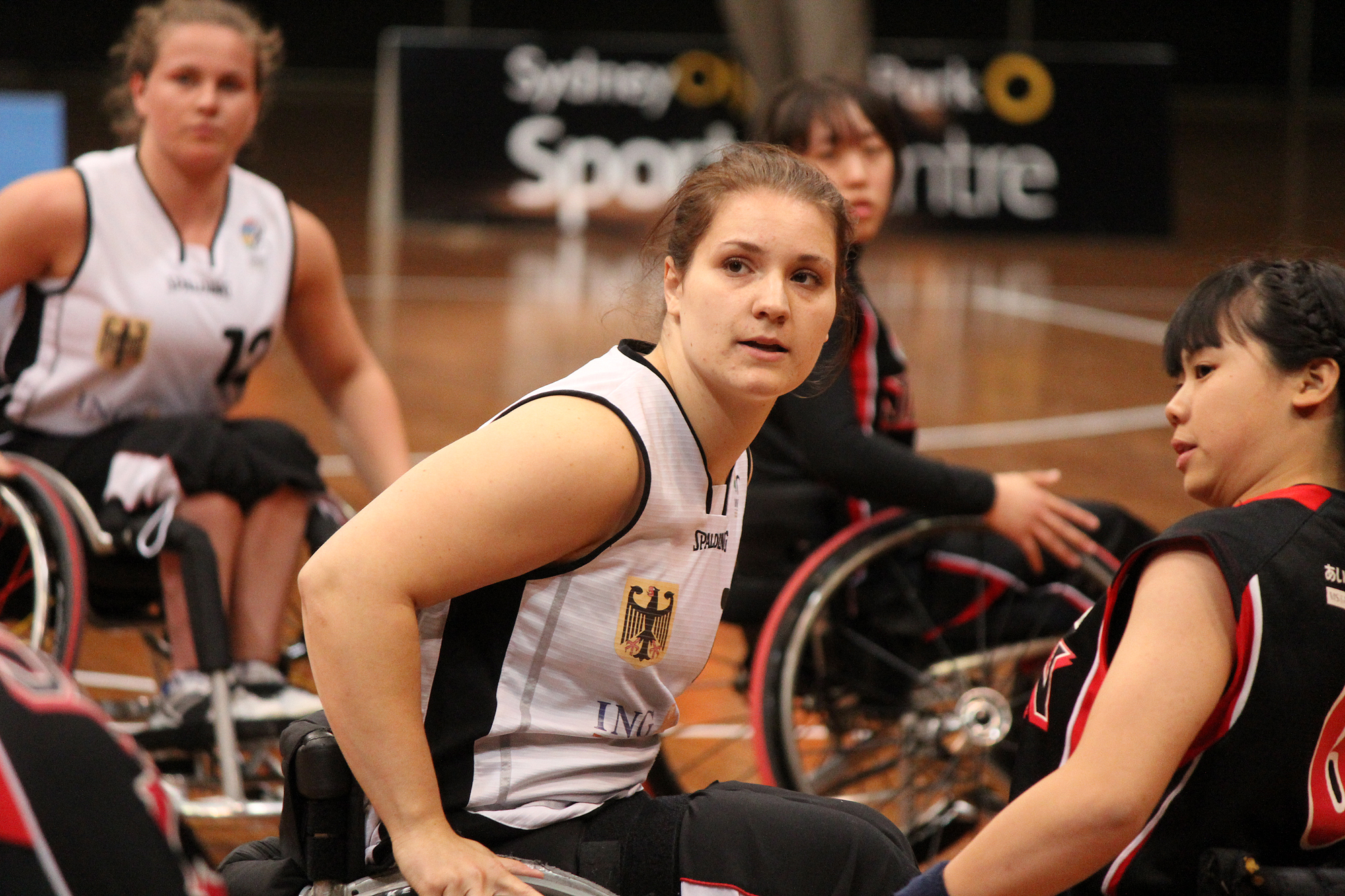
Maya Lindholm (2012)

Maya Lindholm (* 20. Dezember 1990) ist eine deutsche Rollstuhlbasketballspielerin.
Lindholm spielt für den Hamburger SV mit dem die Aufbauspielerin 2010 und 2013 Deutscher Meister wurde. 2009 wurde sie in die Nationalmannschaft berufen und gewann mit dem deutschen Team in Großbritannien die Europameisterschaft. 2010 wurde sie in Birmingham Vize-Weltmeisterin und 2011 in Israel erneut Europameisterin. Bei den Paralympics 2012 in London gewann Lindholm mit der deutschen Mannschaft die Goldmedaille.
Von Bundespräsident Joachim Gauck wurde Lindholm 2012 mit dem Silbernen Lorbeerblatt ausgezeichnet. Bei der Wahl zu Hamburgs Sportlerin des Jahres 2012 kam sie hinter ihrer Mannschaftskameradin Edina Müller auf den zweiten Platz.